# Sąsiedztwo (automaty komórkowe)
Sąsiedztwo – otoczenie komórki.
Sąsiedztwo może być definiowane na różne sposoby, najczęściej jest to sąsiedztwo Moore’a (8 komórek dookoła centralnej) lub sąsiedztwo von Neumanna (4 komórki przylegające bokiem).
|  |  |  |
|  |  |  |
|  |  |  |

|  |  |  |
|  |  |  |